# Bessa harveyi
Bessa harveyi là một loài ruồi trong họ Tachinidae.